# Nicky Hofs
Nicky Hofs (født 17. maj 1983 i Arnhem, Holland) er en hollandsk tidligere fodboldspiller (offensiv midtbane), der spillede én kamp for Hollands landshold, en venskabskamp mod Ecuador i marts 2006.
På klubplan spillede Hofs størstedelen af sin karriere hos Vitesse i sin fødeby. Han havde dog også ophold hos Feyenoord, Willem II samt hos cypriotiske AEL Limassol. Han vandt den hollandske pokaltitel med Feyenoord i 2008.

## Titler
KNVB Cup
- 2008 med Feyenoord